# Pazo de Gandarón
El pazo de la Carballeira de Gandarón está situado en la parroquia de Salcedo, provincia de Pontevedra, España. Erigido a finales del siglo XVIII por el que fue arzobispo de Santiago Sebastián Malvar y Pinto, natural de dicha parroquia y conocido como el «arzobispo constructor», es residencia desde 1928 de la Misión Biológica de Galicia, fundada por la Junta para Ampliación de Estudios en 1921.
Desde 1970 las instalaciones y laboratorios se hallan ubicados en un edificio de nueva construcción obra de Alejandro de la Sota Martínez.

## Galería de imágenes

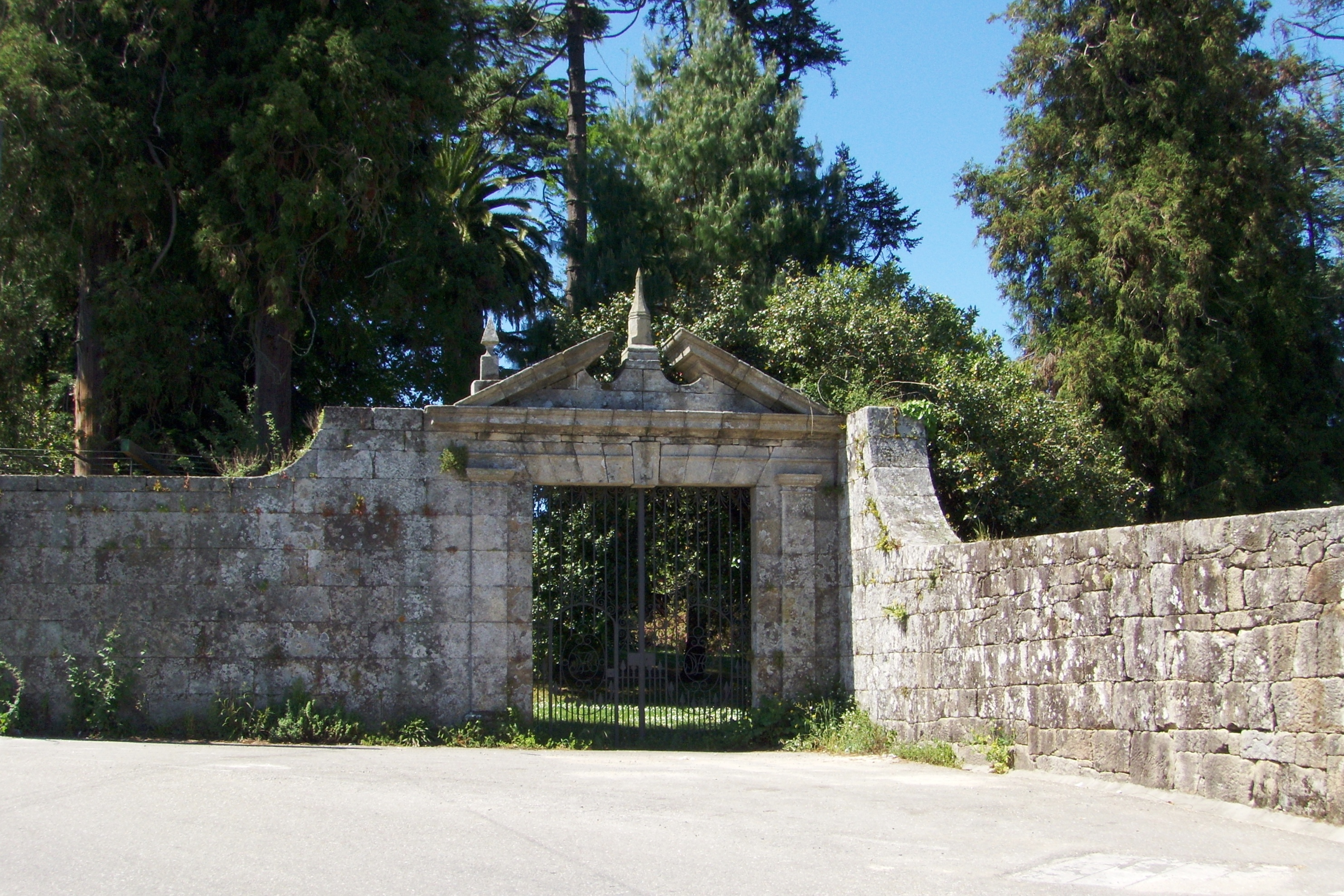
Una de las entradas.
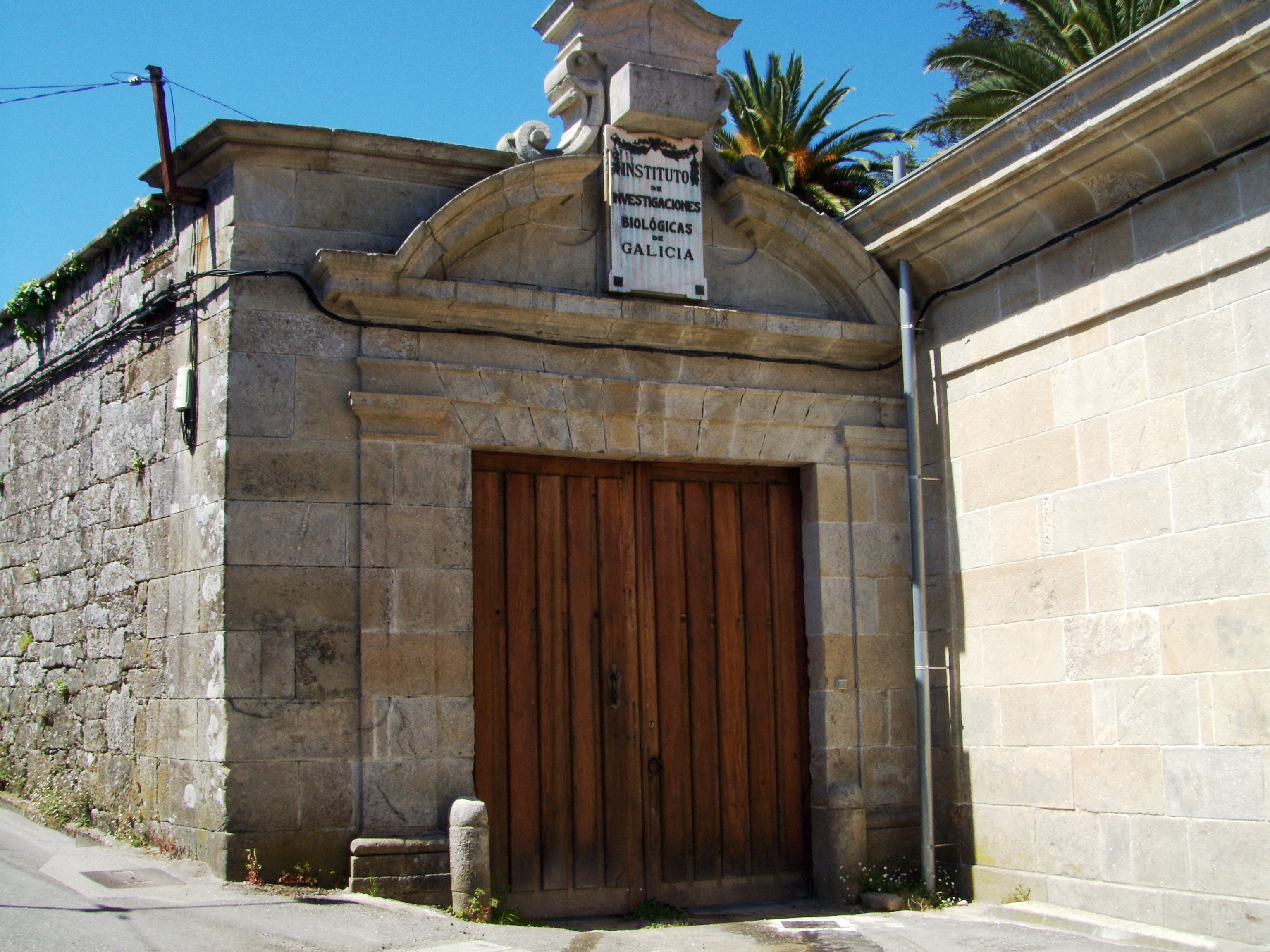
Otra de las puertas.